# Micotoxină

Structura chimică a aflatoxinei B1

O micotoxină (din greaca veche μύκης mykes, „fungi” și τοξίνη toxini, „toxină”) este un metabolit secundar toxic produs de către un organism din regnul fungi care este capabil să inducă o anumită toxicitate, manifestată prin apariția unei boli, la oameni și la animale. Termenul face de obicei referire la produșii chimici toxici ai ciupercilor care contaminează culturile.
Exemple de micotoxine care cauzează patologii umane și animale sunt aflatoxinele, citrinina, fumonisinele, ocratoxina A, patulina, tricotecenele, zearalenona și alcaloizii din ergot, precum ergotamina. O singură specie fungică poate să producă mai multe tipuri de micotoxine, iar mai multe specii pot produce aceeași toxină.